# Filmografia Cary’ego Granta

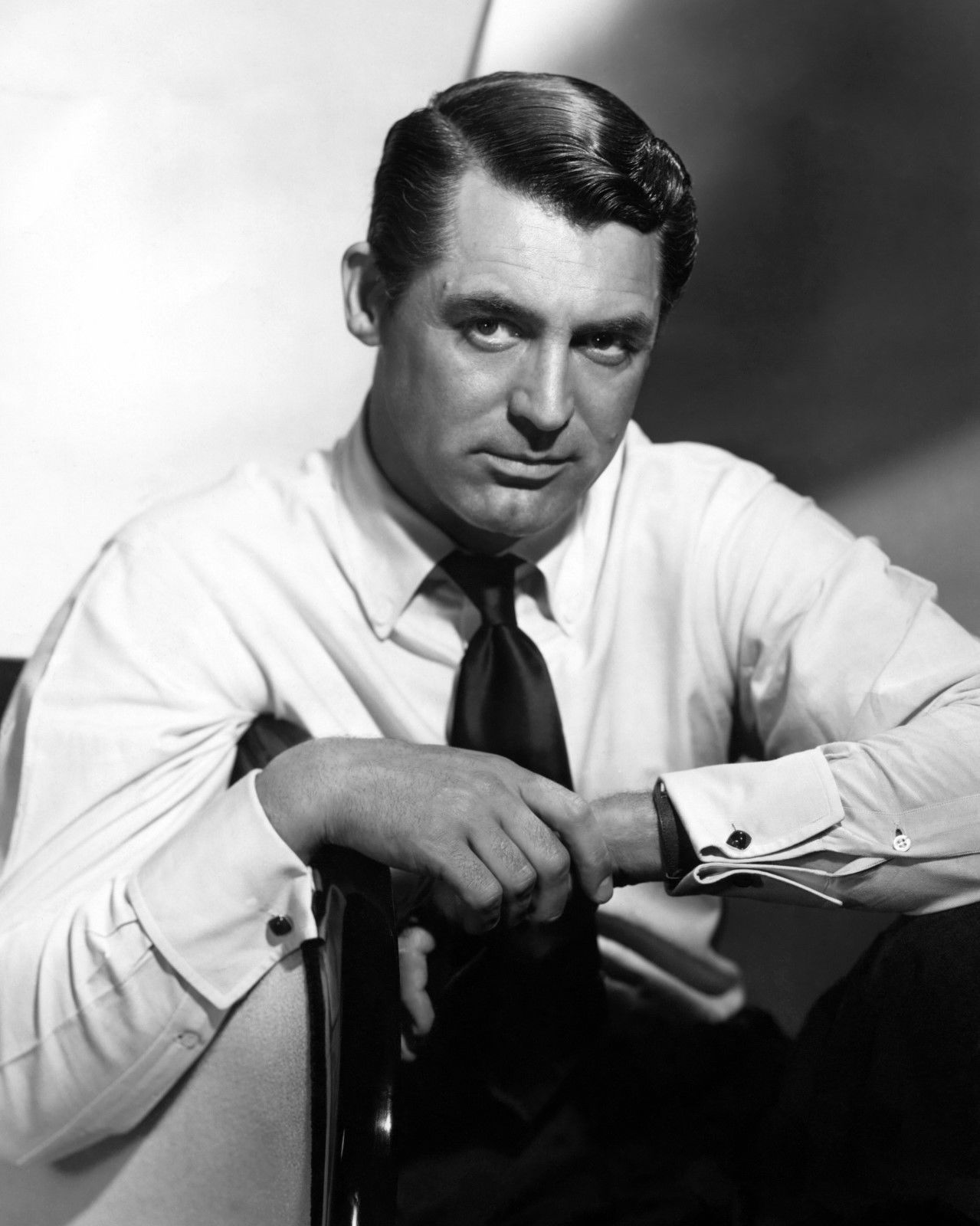
Cary Grant (lata 40.)

Cary Grant (1904–1986) w trakcie swojej kariery występował w filmach, radiu i na scenie. Pojawił się w 72 produkcjach fabularnych. Dwukrotnie wyróżniany był nominacją do nagrody Akademii Filmowej i pięciokrotnie do Złotego Globu. Uznawany przez historyków i krytyków za jednego z najwybitniejszych aktorów okresu „Złotej Ery Hollywood” oraz w historii amerykańskiego kina.
Mając 6,5 roku, Grant dołączył do trupy „The Penders” lub „Bob Pender Stage Troupe”. Został szczudlarzem i wziął udział w tournée zespołu. Na początku lat 20. XX wieku, w trakcie trasy Pendera po Stanach Zjednoczonych, Grant postanowił osiąść tam na stałe. Debiutował w 1920 w musicalu Good Times, wystawianym w New York Hippodrome. Dwanaście lat później po raz pierwszy pojawił się na dużym ekranie, występując u boku Lili Damity i Thelmy Todd w komedii To jest ta noc (reż. Frank Tuttle). W latach 30. wykreował wizerunek bogatego i przystojnego playboya m.in. w melodramacie Blond Venus (reż. Josef von Sternberg) z Marlene Dietrich, Blaskach i cieniach miłości (reż. Dorothy Arzner) u boku Fredrica Marcha i Sylvii Sidney, Szatanie zazdrości (reż. Marion Gering) wraz z Charlesem Laughtonem, Garym Cooperem i Tallulah Bankhead oraz Upalnej sobocie (William A. Seiter) z Nancy Carroll i Randolphem Scottem. W drugiej połowie lat 30. był jednym z wiodących aktorów gatunku screwball comedy, za sprawą występów m.in. w Nagiej prawdzie (1937, reż. Leo McCarey) i Drapieżnym maleństwie (1938, reż. Howard Hawks) z Katharine Hepburn.
Na początku lat 40. Grant, dzięki współpracy z Alfredem Hitchcockiem, wystąpił w takich filmach jak Podejrzenie (1941) i Osławiona (1946). Do innych ważnych produkcji aktora z tego okresu należą m.in.: screwball comedy Dziewczyna Piętaszek (1940, reż. Howard Hawks), komedia romantyczna Filadelfijska opowieść (1940, reż. George Cukor) z Hepburn i Jamesem Stewartem oraz melodramat Ich dziecko (1941, reż. George Stevens).
W latach 50. i 60. zagrał w takich produkcjach, jak Małpia kuracja (1952, reż. Howard Hawks) wraz z Marilyn Monroe, Złodziej w hotelu (1955, reż. Alfred Hitchcock) u boku Grace Kelly, Północ, północny zachód (1959, reż. Alfred Hitchcock) z Evą Marie Saint i Szarada (reż. Stanley Donen) razem z Audrey Hepburn. W 1966, po narodzinach córki Jennifer, wycofał się z przemysłu filmowego na rzecz działalności biznesowej.
W latach 1944, 1948–1949 i 1959–1966 notowany był w pierwszej dziesiątce najbardziej dochodowych aktorów. Dwanaście filmów z jego udziałem było zestawianych w pierwszej dziesiątce podsumowań roku w amerykańskim box offisie. Dwadzieścia osiem produkcji, w których Grant wziął udział, nominowanych było przynajmniej do jednego Oscara, a osiem z nich zdobyło co najmniej jedną statuetkę w każdej kategorii. Trzydzieści dziewięć filmów z udziałem aktora, po uwzględnieniu inflacji, przekroczyło sumę stu milionów dolarów dochodu z biletów na rynku krajowym.

## Filmografia

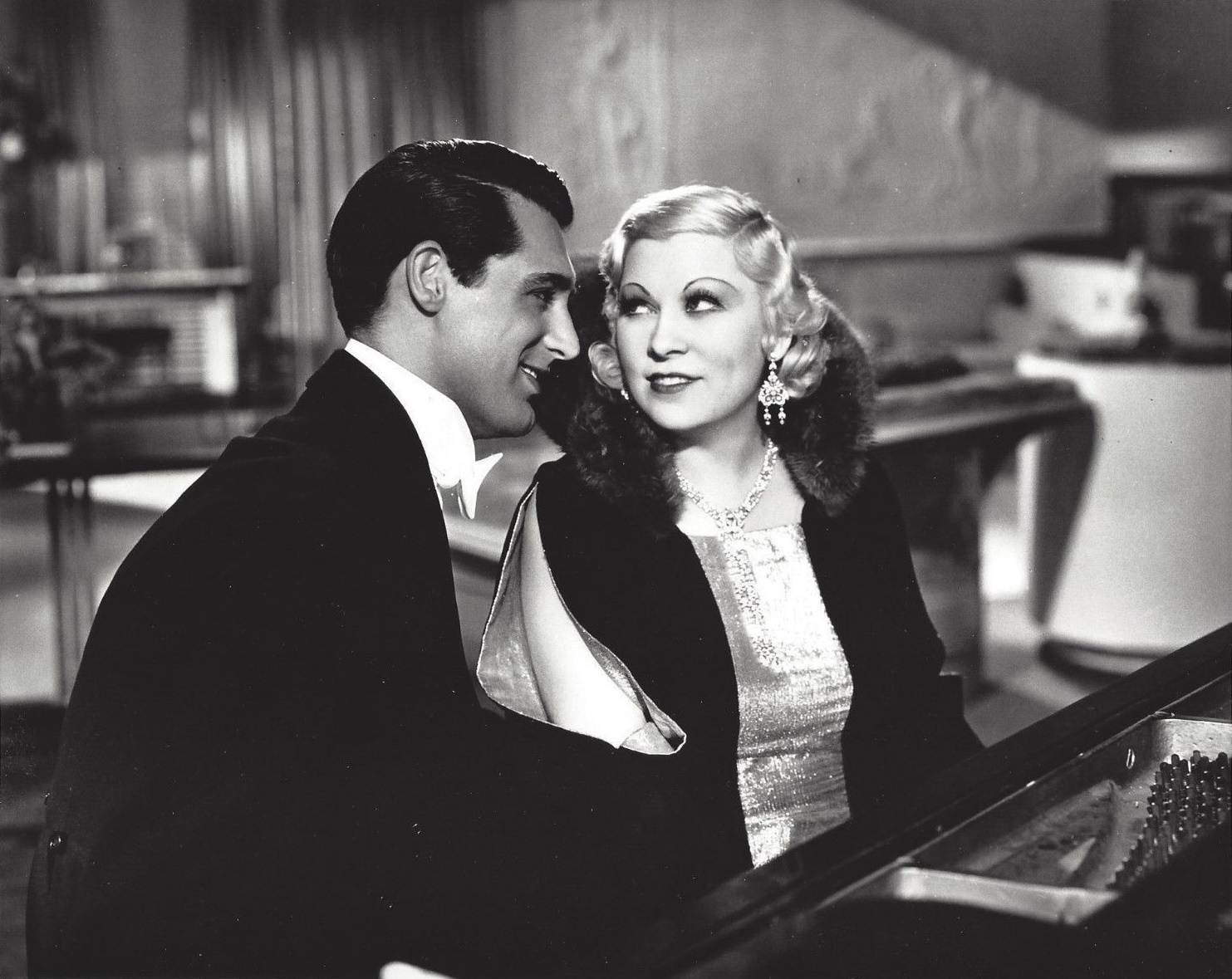
Cary Grant i Mae West w scenie z filmu Nie jestem aniołem (1933)

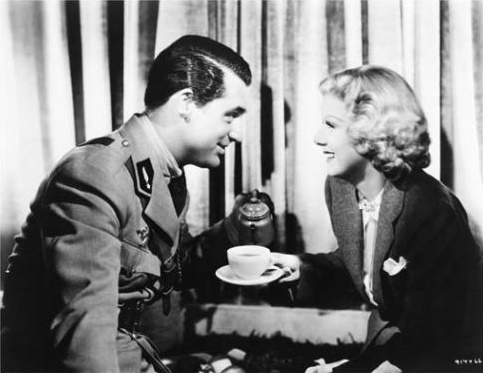
Cary Grant i Jean Harlow w filmie Suzy (1936)

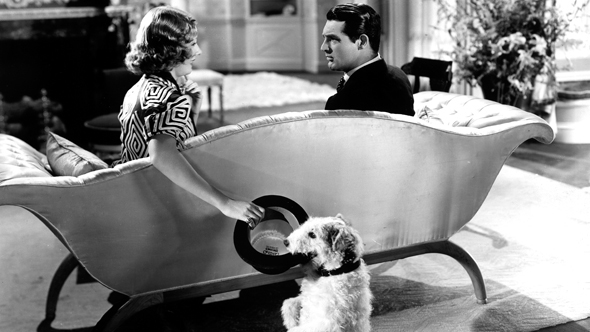
Irene Dunne i Cary Grant w filmie Naga prawda (1937)

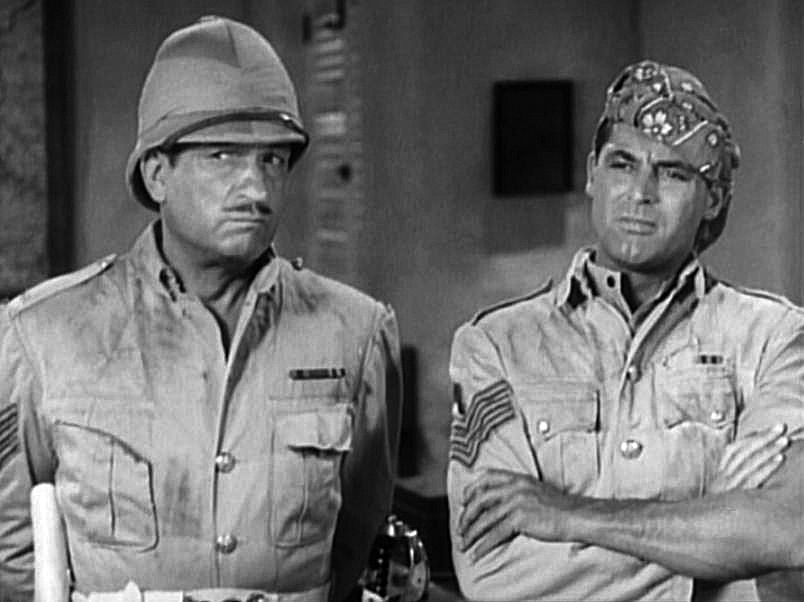
Victor McLaglen i Cary Grant w filmie Gunga Din (1939)

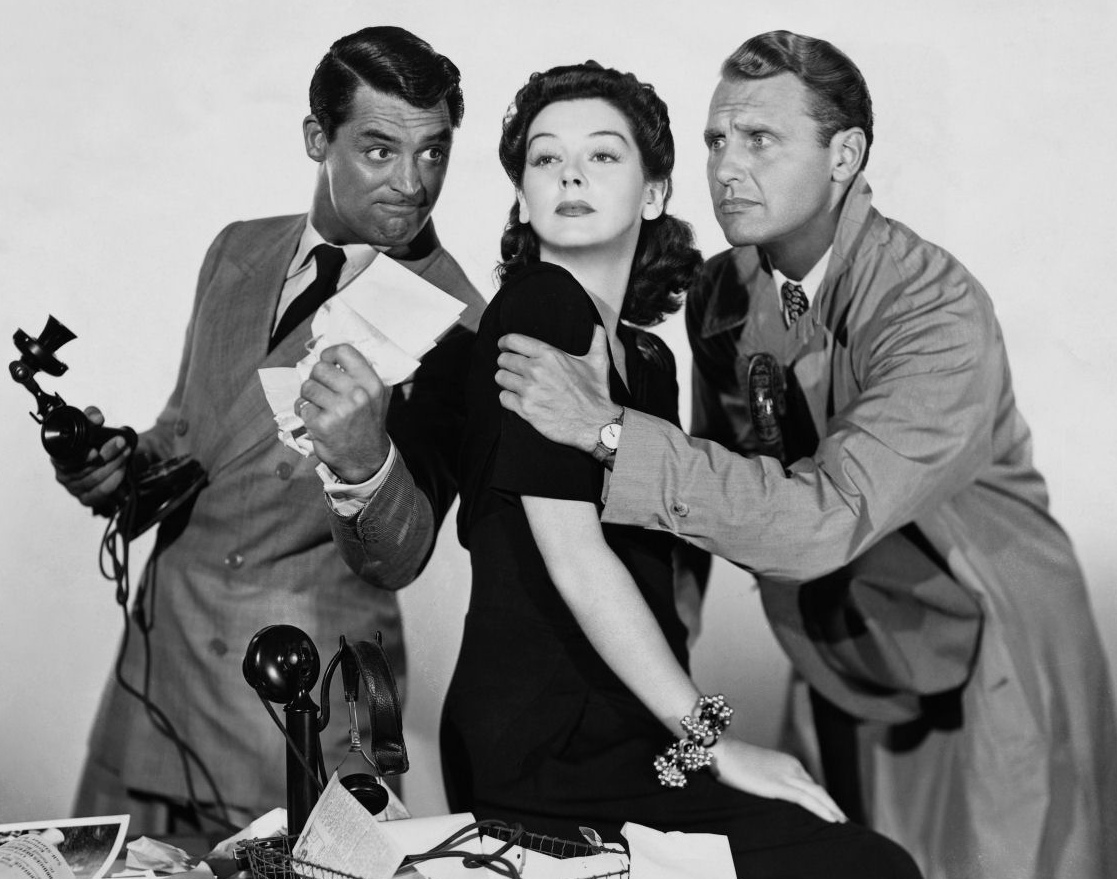
Cary Grant, Rosalind Russell i Ralph Bellamy na fotosie z filmu Dziewczyna Piętaszek (1940)

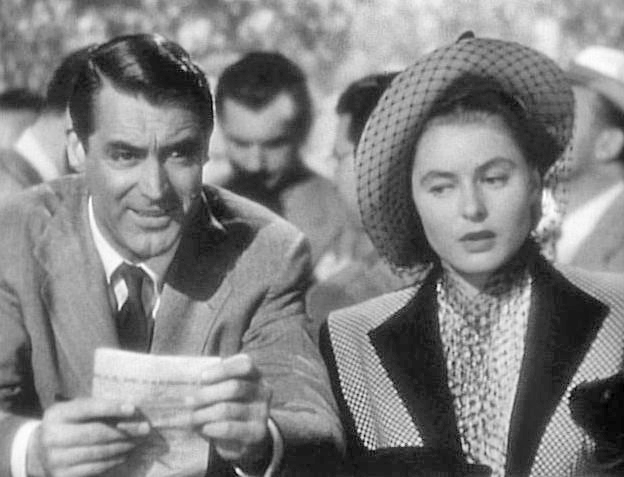
Cary Grant i Ingrid Bergman w filmie Osławiona (1946)

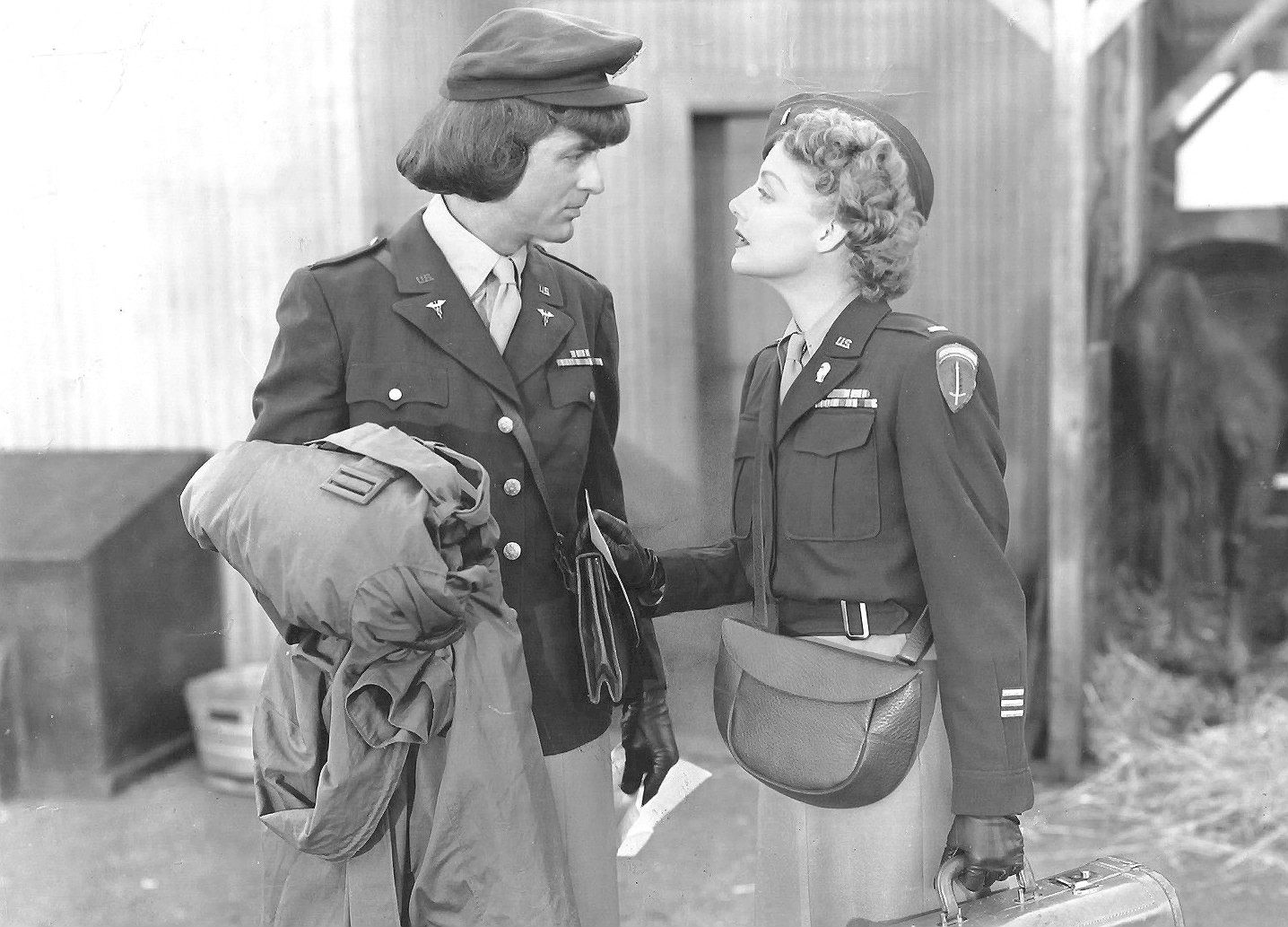
Cary Grant i Ann Sheridan w filmie Byłem wojenną narzeczoną (1949)

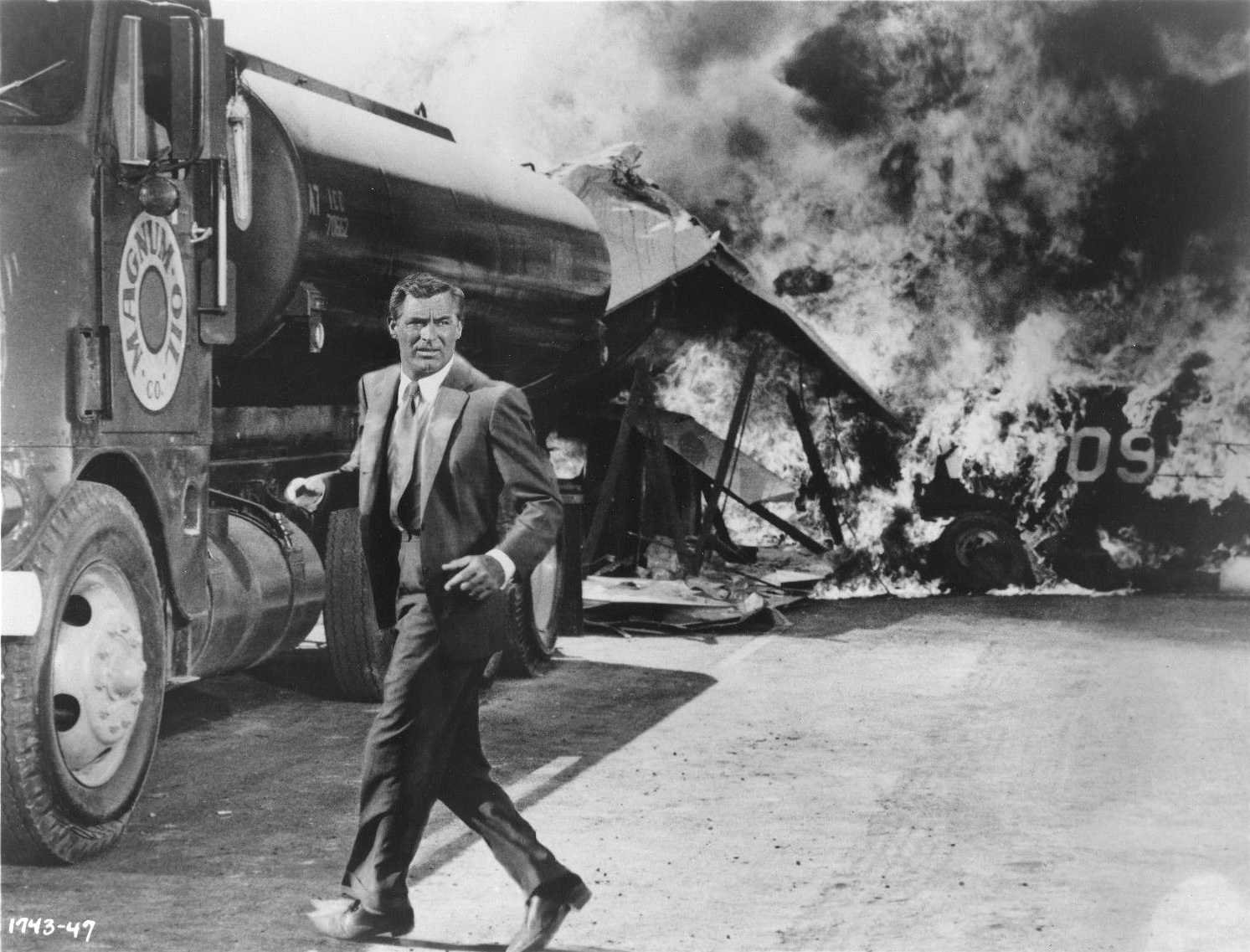
Cary Grant w scenie z filmu Północ, północny zachód (1959)

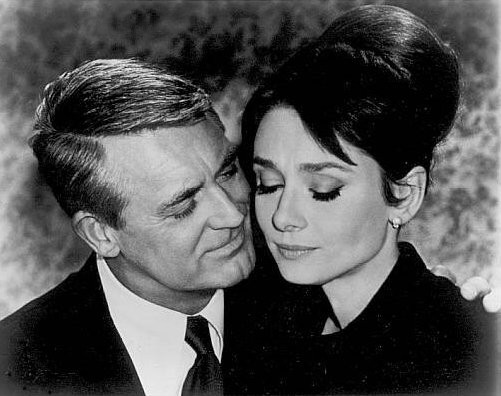
Cary Grant i Audrey Hepburn w filmie Szarada (1963)

| Rok  | Tytuł                                   | Rola                                                             | Uwagi                                                                      | Źr     |
| ---- | --------------------------------------- | ---------------------------------------------------------------- | -------------------------------------------------------------------------- | ------ |
| 1932 | To jest ta noc                          | Stephen Mathewson                                                | tytuł oryg.: This is the Night                                             | [ 24 ] |
| 1932 | Sinners in the Sun                      | Ridgeway                                                         |                                                                            | [ 25 ] |
| 1932 | Blaski i cienie miłości                 | Charlie Baxter                                                   | tytuł oryg.: Merrily We Go to Hell, tytuł alt.: Merrily We Go to _____     | [ 26 ] |
| 1932 | Singapurska Sue                         | marynarz                                                         | film krótkometrażowy, niewym. w czołówce, tytuł oryg.: Singapore Sue       | [ 24 ] |
| 1932 | Szatan zazdrości                        | porucznik Jaeckel                                                | tytuł oryg.: Devil and the Deep                                            | [ 26 ] |
| 1932 | Blond Venus                             | Nick Townsend                                                    | tytuł oryg.: Blonde Venus                                                  | [ 27 ] |
| 1932 | Upalna sobota                           | Romer Sheffield                                                  | tytuł oryg.: Hot Saturday                                                  | [ 27 ] |
| 1932 | Madame Butterfly                        | porucznik B.F. Pinkerton                                         |                                                                            | [ 28 ] |
| 1933 | Lady Lou                                | kapitan Cummings                                                 | tytuł oryg.: She Done Him Wrong                                            | [ 29 ] |
| 1933 | Oskarżona                               | Jeffrey Baxter                                                   | tytuł oryg.: The Woman Accused                                             | [ 30 ] |
| 1933 | Skrzydlate fatum                        | Henry Crocker                                                    | tytuł oryg.: The Eagle and the Hawk                                        | [ 31 ] |
| 1933 | Gambling Ship                           | Ace Corbin                                                       |                                                                            | [ 32 ] |
| 1933 | Nie jestem aniołem                      | Jack Clayton                                                     | tytuł oryg.: I’m No Angel                                                  | [ 33 ] |
| 1933 | Alicja w Krainie Czarów                 | żółw                                                             | tytuł oryg.: Alice in Wonderland                                           | [ 34 ] |
| 1934 | Thirty Day Princess                     | Porter Madison III                                               | tytuł oryg.: Thirty-Day Princess                                           | [ 35 ] |
| 1934 | Born to Be Bad                          | Malcolm „Mal” Trevor                                             |                                                                            | [ 36 ] |
| 1934 | Kiss and Make Up                        | doktor Maurice Loman                                             |                                                                            | [ 37 ] |
| 1934 | Ladies Should Listen                    | Julian De Lussac                                                 |                                                                            | [ 37 ] |
| 1935 | Enter Madame                            | Gerald Fitzgerald                                                |                                                                            | [ 38 ] |
| 1935 | Wings in the Dark                       | Ken Gordon                                                       |                                                                            | [ 39 ] |
| 1935 | Ostatni posterunek                      | kapitan Michael Andrews                                          | tytuł oryg.: The Last Outpost                                              | [ 40 ] |
| 1935 | Pirate Party on Catalina Isle           | on sam                                                           | film krótkometrażowy, niewym. w czołówce                                   | [ 41 ] |
| 1935 | Sylvia Scarlett                         | Jimmy „Monk” Monkley                                             |                                                                            | [ 42 ] |
| 1936 | Duże brązowe oczy                       | detektyw sierżant Danny Barr                                     | tytuł oryg.: Big Brown Eyes                                                | [ 43 ] |
| 1936 | Suzy                                    | kapitan Andre Charville                                          |                                                                            | [ 43 ] |
| 1936 | The Amazing Quest of Ernest Bliss       | Ernest Bliss                                                     | tytuł alt.: Romance and Riches, The Amazing Adventure                      | [ 44 ] |
| 1936 | Wedding Present                         | Charlie Mason                                                    |                                                                            | [ 45 ] |
| 1937 | When You’re in Love                     | Jimmy Hudson                                                     | tytuł alt.: For You Alone                                                  | [ 44 ] |
| 1937 | Niewidzialne małżeństwo                 | George Kerby                                                     | tytuł oryg.: Topper                                                        | [ 46 ] |
| 1937 | Potęga złota                            | Nicholas „Nick” Boyd                                             | tytuł oryg.: The Toast of New York                                         | [ 47 ] |
| 1937 | Naga prawda                             | Jerry Warriner                                                   | tytuł oryg.: The Awful Truth                                               | [ 46 ] |
| 1938 | Drapieżne maleństwo                     | doktor David Huxley                                              | tytuł oryg.: Bringing Up Baby                                              | [ 48 ] |
| 1938 | Wakacje                                 | John „Johnny” Case                                               | tytuł oryg.: Holiday                                                       | [ 49 ] |
| 1939 | Gunga Din                               | sierżant Archibald Cutter                                        |                                                                            | [ 50 ] |
| 1939 | Tylko aniołowie mają skrzydła           | Geoff Carter                                                     | tytuł oryg.: Only Angels Have Wings                                        | [ 51 ] |
| 1939 | In Name Only                            | Alec Walker                                                      |                                                                            | [ 52 ] |
| 1940 | Dziewczyna Piętaszek                    | Walter Burns                                                     | tytuł oryg.: His Girl Friday                                               | [ 53 ] |
| 1940 | Moja najmilsza żona                     | Nick „Nicky” Arden                                               | tytuł oryg.: My Favorite Wife                                              | [ 54 ] |
| 1940 | Howardowie z Wirginii                   | Matt Howard                                                      | tytuł oryg.: The Howards of Virginia, tytuł alt.: The Tree of Liberty      | [ 55 ] |
| 1940 | Filadelfijska opowieść                  | C.K. Dexter Haven                                                | tytuł oryg.: The Philadelphia Story                                        | [ 56 ] |
| 1941 | Ich dziecko                             | Roger Adams                                                      | tytuł oryg.: Penny Serenade                                                | [ 16 ] |
| 1941 | Podejrzenie                             | Johnnie Aysgarth                                                 | tytuł oryg.: Suspicion                                                     | [ 57 ] |
| 1942 | Głosy miasta                            | Leopold Dilg                                                     | tytuł oryg.: The Talk of the Town                                          | [ 58 ] |
| 1942 | Pewnego razu podczas miodowego miesiąca | Patrick „Pat” O’Toole                                            | tytuł oryg.: Once Upon a Honeymoon                                         | [ 59 ] |
| 1943 | Mr. Lucky                               | Joe Adams / Joe Bascopolous                                      |                                                                            | [ 60 ] |
| 1943 | Cel: Tokio                              | kapitan Cassidy                                                  | tytuł oryg.: Destination Tokyo                                             | [ 61 ] |
| 1944 | Road to Victory                         | on sam                                                           | film krótkometrażowy, niewym. w czołówce                                   | [ 62 ] |
| 1944 | Once Upon a Time                        | Jerry Flynn                                                      |                                                                            | [ 63 ] |
| 1944 | Arszenik i stare koronki                | Mortimer Brewster                                                | tytuł oryg.: Arsenic and Old Lace                                          | [ 64 ] |
| 1944 | Nic oprócz samotnego serca              | Ernie Mott                                                       | tytuł oryg.: None but the Lonely Heart                                     | [ 65 ] |
| 1946 | Bez zastrzeżeń                          | on sam (cameo)                                                   | tytuł oryg. Without Reservations                                           | [ 66 ] |
| 1946 | Dzień i noc                             | Cole Porter                                                      | tytuł oryg.: Night and Day                                                 | [ 66 ] |
| 1946 | Osławiona                               | T.R. Devlin                                                      | tytuł oryg.: Notorious                                                     | [ 67 ] |
| 1947 | Kawalerski rycerz                       | Dick Nugent                                                      | tytuł oryg.: The Bachelor and the Bobby-Soxer, tytuł alt.: Bachelor Knight | [ 68 ] |
| 1947 | Żona biskupa                            | Dudley                                                           | tytuł oryg.: The Bishop’s Wife                                             | [ 69 ] |
| 1948 | Marzenia o domu – wymarzone domy        | Jim Blandings                                                    | tytuł oryg.: Mr. Blandings Builds His Dream House                          | [ 70 ] |
| 1948 | Każda dziewczyna powinna wyjść za mąż   | doktor Madison W. Brown                                          | tytuł oryg.: Every Girl Should Be Married                                  | [ 71 ] |
| 1949 | Byłem wojenną narzeczoną                | kapitan Henri Rochard                                            | tytuł oryg.: I Was a Male War Bride, tytuł alt.: You Can’t Sleep Here      | [ 72 ] |
| 1950 | Kryzys                                  | doktor Eugene Norland Ferguson                                   | tytuł oryg.: Crisis                                                        | [ 73 ] |
| 1951 | Ludzie będą gadać                       | doktor Noah Praetorius                                           | tytuł oryg.: People Will Talk                                              | [ 73 ] |
| 1952 | Room for One More                       | George „Poppy” Rose                                              |                                                                            | [ 74 ] |
| 1952 | Małpia kuracja                          | doktor Barnaby Fulton                                            | tytuł oryg.: Monkey Business                                               | [ 17 ] |
| 1953 | Żona moich marzeń                       | Clemson Reade                                                    | tytuł oryg.: Dream Wife                                                    | [ 75 ] |
| 1955 | Złodziej w hotelu                       | John „Kot” Robie                                                 | tytuł oryg.: To Catch a Thief                                              | [ 76 ] |
| 1957 | Niezapomniany romans                    | Nickie Ferrante                                                  | tytuł oryg.: An Affair to Remember                                         | [ 77 ] |
| 1957 | Duma i namiętność                       | Anthony                                                          | tytuł oryg.: The Pride and the Passion                                     | [ 78 ] |
| 1957 | Urlop na lądzie                         | komandor Andy Crewson                                            | tytuł oryg.: Kiss Them for Me                                              | [ 79 ] |
| 1958 | Niedyskrecja                            | Philip Adams                                                     | tytuł oryg.: Indiscreet                                                    | [ 80 ] |
| 1958 | Dom na łodzi                            | Tom Winters                                                      | tytuł oryg.: Houseboat                                                     | [ 81 ] |
| 1959 | Północ, północny zachód                 | Roger O. Thornhill                                               | tytuł oryg.: North by Northwest                                            | [ 76 ] |
| 1959 | Operacja „Halka”                        | komandor porucznik Matt T. Sherman                               | tytuł oryg.: Operation Petticoat                                           | [ 82 ] |
| 1960 | Cudze chwalicie…                        | hrabia Victor Rhyall                                             | tytuł oryg.: The Grass Is Greener                                          | [ 83 ] |
| 1962 | Powiew luksusu                          | Philip Shayne                                                    | tytuł oryg.: That Touch of Mink                                            | [ 84 ] |
| 1963 | Szarada                                 | Peter Joshua / Alexander Dyle / Adam Canfield / Brian Cruikshank | tytuł oryg.: Charade                                                       | [ 20 ] |
| 1964 | Ojciec Wirgiliusz                       | Walter Christopher Eckland                                       | tytuł oryg.: Father Goose                                                  | [ 85 ] |
| 1966 | Idź, nie biegnij                        | sir William Rutland                                              | tytuł oryg.: Walk, Don’t Run                                               | [ 86 ] |

## Radio

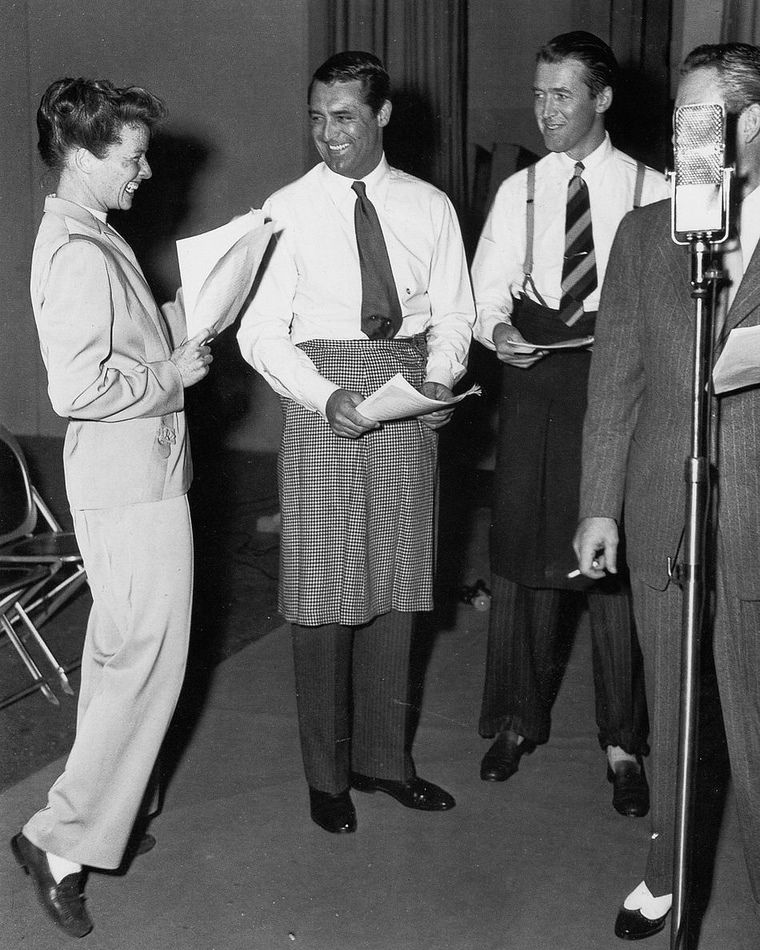
Katharine Hepburn, Cary Grant i James Stewart w radiowej adaptacji filmu Filadelfijska opowieść (1940) w Lux Radio Theatre, 20 lipca 1942

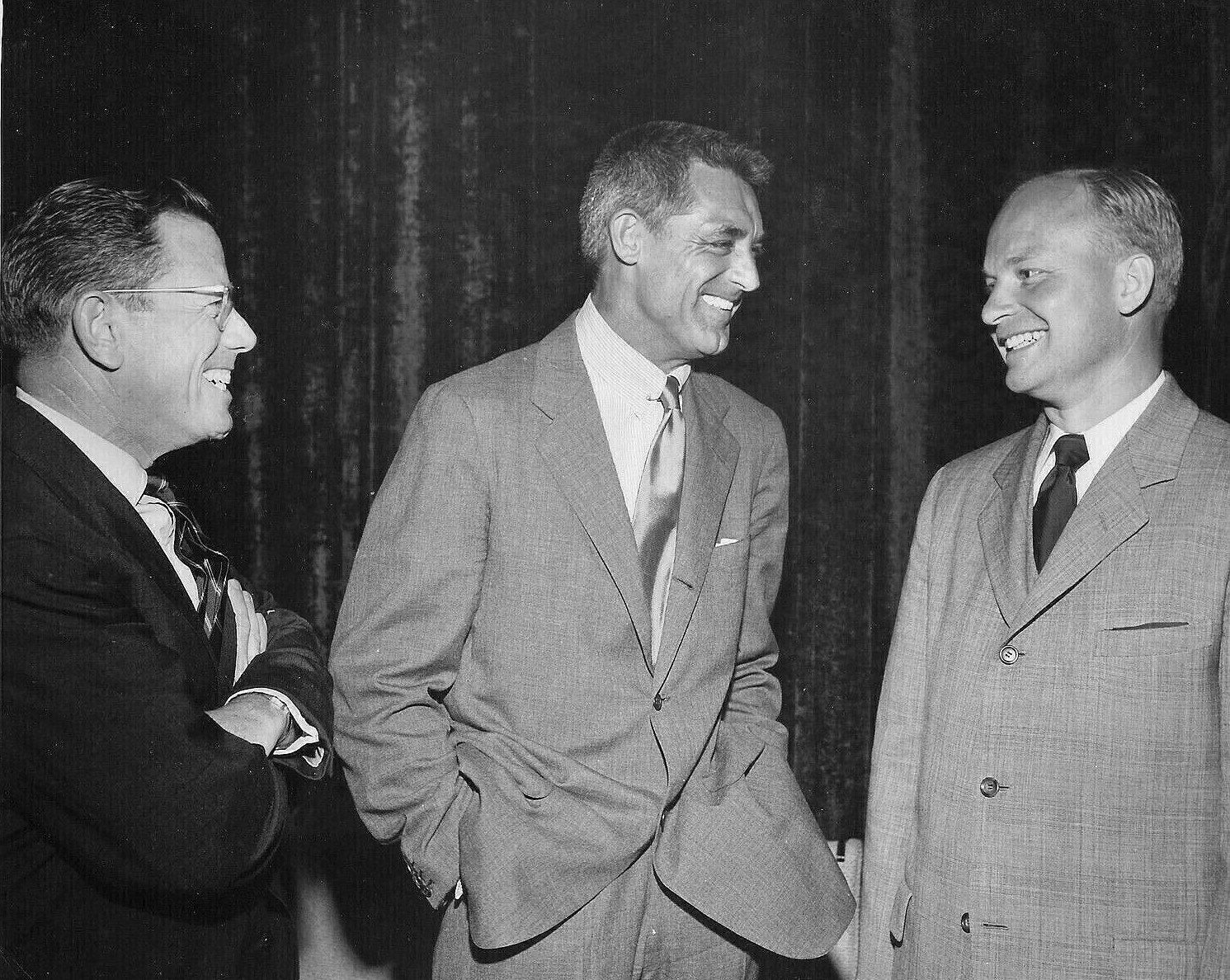
Cary Grant (w środku) w siedzibie NBC Radio Network (lata 40.)

| Rok  | Program                                | Odcinek                               | Data emisji          | Źr     |
| ---- | -------------------------------------- | ------------------------------------- | -------------------- | ------ |
| 1935 | Lux Radio Theatre                      | Adam i Ewa                            | 5 kwietnia 1935      | [ 87 ] |
| 1935 | Opening of the NBC Hollywood Studios   | Opening of the NBC Hollywood Studios  | 7 grudnia 1935       | [ 88 ] |
| 1936 | Hollywood on Air                       | Trailer for Suzy                      | 1936                 | [ 89 ] |
| 1936 | Lux Radio Theatre                      | Naga prawda                           | 15 października 1936 | [ 89 ] |
| 1936 | Lux Radio Theatre                      | Medicine Girls                        | 21 listopada 1936    | [ 90 ] |
| 1937 | Lux Radio Theatre                      | Madame Butterfly                      | 8 marca 1937         | [ 87 ] |
| 1938 | Lux Radio Theatre                      | Teodora robi karierę                  | 13 czerwca 1938      | [ 46 ] |
| 1938 | Silver Theater                         | Wings in the Dark                     | 16 października 1938 | [ 88 ] |
| 1939 | The Circle                             | The Circle                            | 22 stycznia 1939     | [ 91 ] |
| 1939 | The Screen Guild Theater               | Alone in Paris                        | 30 kwietnia 1939     | [ 89 ] |
| 1939 | Lux Radio Theatre                      | Tylko aniołowie mają skrzydła         | 28 lub 29 maja 1939  | [ 89 ] |
| 1939 | Hollywood British Colony Broadcast     | Hollywood British Colony Broadcast    | czerwiec 1939        | [ 89 ] |
| 1939 | Lux Radio Theatre                      | Naga prawda                           | 11 września 1939     | [ 92 ] |
| 1939 | The Screen Guild Theater               | występ charytatywny                   | 24 września 1939     | [ 89 ] |
| 1939 | Lux Radio Theatre                      | In Name Only                          | 11 grudnia 1939      | [ 91 ] |
| 1939 | Silver Theater                         | Wings in the Dark                     | 1939                 | [ 89 ] |
| 1939 | Silver Theater                         | Romeo i Julia                         | 1939                 | [ 93 ] |
| 1940 | Radio Guild Air Show                   |                                       | 2 listopada 1940     | [ 89 ] |
| 1941 | The Screen Guild Theater               | Dziewczyna Piętaszek                  | 30 marca 1941        | [ 89 ] |
| 1941 | Lux Radio Theatre                      | I Love You Again                      | 30 czerwca 1941      | [ 89 ] |
| 1941 | The Screen Guild Theater               | Ich dziecko                           | 16 listopada 1941    | [ 88 ] |
| 1942 | Lux Radio Theatre                      | Awantura w zaświatach                 | 26 stycznia 1942     | [ 88 ] |
| 1942 | Lux Radio Theatre                      | Filadelfijska opowieść                | 20 lipca 1942        | [ 88 ] |
| 1942 | Command Performance                    |                                       | 28 lipca 1942        | [ 88 ] |
| 1942 | Command Performance                    | 18 sierpnia 1942                      |                      | [ 88 ] |
| 1942 | Command Performance                    | 30 sierpnia 1942                      |                      | [ 88 ] |
| 1942 | Command Performance                    | 7 października 1942                   |                      | [ 88 ] |
| 1942 | The Screen Guild Theater               | Take a Letter, Darling                | 9 listopada 1942     | [ 88 ] |
| 1943 | Lux Radio Theatre                      | Misja damy                            | 26 kwietnia 1943     | [ 88 ] |
| 1943 | Lux Radio Theatre                      | Głosy miasta                          | 17 maja 1943         | [ 89 ] |
| 1943 | The Eddie Cantor Show                  | występ gościnny                       | 19 maja 1943         | [ 89 ] |
| 1943 |                                        | Islands in the Sky                    | 24 maja 1943         | [ 89 ] |
| 1943 | Where from Here                        | 31 maja 1943                          |                      | [ 89 ] |
| 1943 | San Diego Pepsident Show with Bob Hope | 1943                                  |                      | [ 89 ] |
| 1943 | Lux Radio Theatre                      | Mr. Lucky                             | 18 października 1943 | [ 89 ] |
| 1943 | Front Line Theatre                     | Teodora robi karierę                  | 29 listopada 1943    | [ 89 ] |
| 1943 | Suspense                               | The Black Curtain                     | 2 grudnia 1943       | [ 89 ] |
| 1944 | The Screen Guild Theater               | True to Life                          | 2 lutego 1944        | [ 89 ] |
| 1944 | The Abbott and Costello Show           | występ gościnny                       | 6 kwietnia 1944      | [ 89 ] |
| 1944 |                                        | The Doctor Fights                     | 6 czerwca 1944       | [ 89 ] |
| 1944 | Command Performance                    |                                       | 22 lipca 1944        | [ 89 ] |
| 1944 | Suspense                               | The Black Curtain                     | 30 listopada 1944    | [ 89 ] |
| 1945 | Lux Radio Theatre                      | Bedtime Story                         | 26 lutego 1945       | [ 89 ] |
| 1946 | Hollywood Star Time                    | Głosy miasta                          | 6 stycznia 1946      | [ 89 ] |
| 1946 | Theater of Romance                     | Upiór na sprzedaż                     | 15 stycznia 1946     | [ 88 ] |
| 1946 | The Screen Guild Theater               | Podejrzenie                           | 21 stycznia 1946     | [ 89 ] |
| 1946 | Suspense                               | The Black Path of Fear                | 7 marca 1946         | [ 89 ] |
| 1946 | Academy Award                          | Podejrzenie                           | 30 października 1946 | [ 94 ] |
| 1947 | The Screen Guild Theater               | Filadelfijska opowieść                | 17 marca 1947        | [ 94 ] |
| 1947 | Burns and Allen                        |                                       | 13 listopada 1947    | [ 95 ] |
| 1948 | The Screen Guild Theater               | Żona biskupa                          | 1 marca 1948         | [ 89 ] |
| 1948 | Kraft Music Hall                       | występ gościnny                       | 4 marca 1948         | [ 88 ] |
| 1949 | Lux Radio Theatre                      | Kawalerski rycerz                     | 13 czerwca 1949      | [ 88 ] |
| 1949 | Lux Radio Theatre                      | Każda dziewczyna powinna wyjść za mąż | 27 czerwca 1949      | [ 89 ] |
| 1949 | Screen Directors Playhouse             | Marzenia o domu – wymarzone domy      | 1 lipca 1949         | [ 88 ] |
| 1949 | Lux Radio Theatre                      | Marzenia o domu – wymarzone domy      | 10 października 1949 | [ 88 ] |
| 1949 | Cavalcade of America                   | Signal to the World                   | 8 listopada 1949     | [ 88 ] |
| 1950 | Screen Directors Playhouse             | Mr. Lucky                             | 20 stycznia 1950     | [ 88 ] |
| 1950 | Screen Directors Playhouse             | Marzenia o domu – wymarzone domy      | 9 czerwca 1950       | [ 88 ] |
| 1950 | Lux Radio Theatre                      | Każda dziewczyna powinna wyjść za mąż | 17 czerwca 1950      | [ 89 ] |
| 1950 | Mr. and Mrs. Blandings                 | Marzenia o domu – wymarzone domy      | 8 listopada 1950     | [ 88 ] |
| 1950 | Screen Directors Playhouse             | Cień wątpliwości                      | 9 listopada 1950     | [ 88 ] |
| 1950 | Suspense                               | On a Country Road                     | 16 listopada 1950    | [ 88 ] |
| 1950 | Screen Directors Playhouse             | Moja najmilsza żona                   | 7 grudnia 1950       | [ 88 ] |
| 1951 | The Hedda Hopper Show                  | występ gościnny                       | 14 stycznia 1951     | [ 88 ] |
| 1951 | Mr. and Mrs. Blandings                 | Marzenia o domu – wymarzone domy      | 18 marca 1951        | [ 88 ] |
| 1951 | Mr. and Mrs. Blandings                 | Marzenia o domu – wymarzone domy      | 8 kwietnia 1951      | [ 88 ] |
| 1951 | Mr. and Mrs. Blandings                 | Marzenia o domu – wymarzone domy      | 22 kwietnia 1951     | [ 88 ] |
| 1951 | Mr. and Mrs. Blandings                 | Marzenia o domu – wymarzone domy      | 29 kwietnia 1951     | [ 88 ] |
| 1951 | Mr. and Mrs. Blandings                 | Marzenia o domu – wymarzone domy      | 5 czerwca 1951       | [ 88 ] |
| 1953 | Lux Radio Theatre                      | Wyznaję                               | 21 września 1953     | [ 88 ] |
| 1954 | Lux Radio Theatre                      | Głosy miasta                          | 25 stycznia 1954     | [ 88 ] |
| 1954 | Lux Radio Theatre                      | Witaj, przybyszu                      | 5 kwietnia 1954      | [ 88 ] |
| 1955 | Lux Radio Theatre                      | Naga prawda                           | 18 stycznia 1955     | [ 88 ] |
| 1955 | Lux Radio Theatre                      | Żona biskupa                          | 1 marca 1955         | [ 88 ] |
| 1955 | Biography in Sound                     | audycja poświęcona Ethel Barrymore    | 20 lutego 1955       | [ 88 ] |
| 1957 | Recollections At 30                    | Ladies Night                          | 2 stycznia 1957      | [ 88 ] |

## Scena

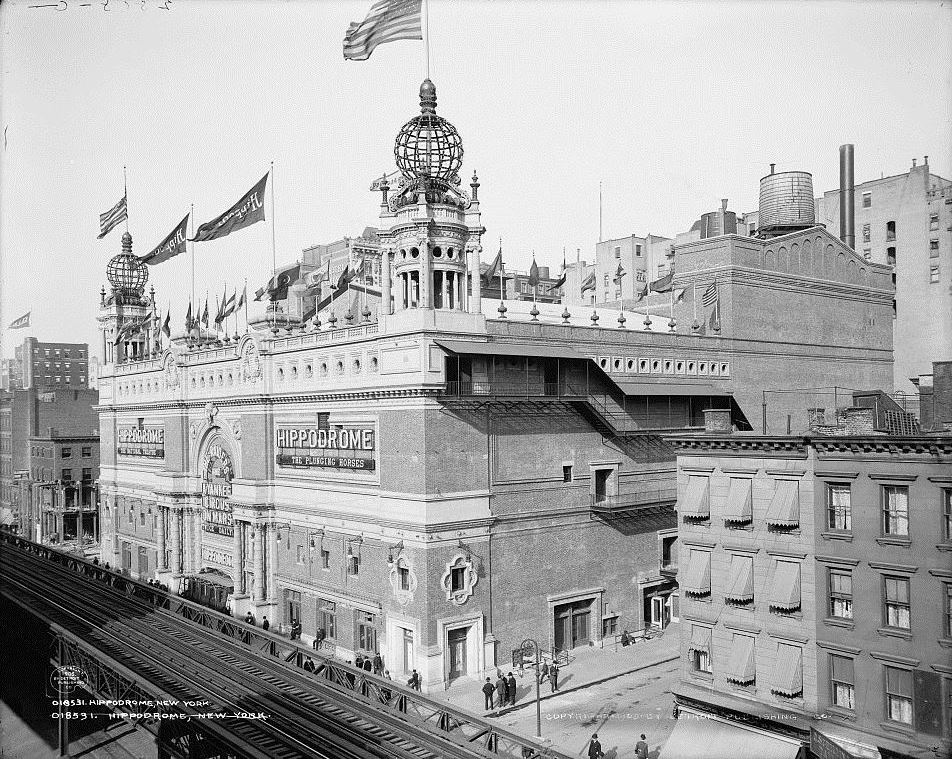
New York Hippodrome, gdzie na początku lat 20. Grant występował z trupą „The Penders” w przebojowym musicalu Good Times (1920/1921)

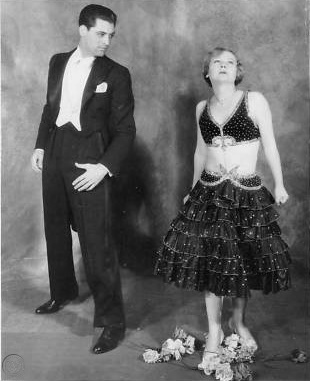
Cary Grant i Queenie Smith w musicalu The Street Singer (1930)

Po przybyciu wraz z trupą Pendera do Stanów Zjednoczonych na początku lat 20., Grant występował w nowojorskim New York Hippodrome przez dziewięć miesięcy, dwanaście razy w tygodniu. Wystawiany przez nich musical Good Times (1920/1921) okazał się sukcesem. W 1927 zadebiutował na Broadwayu w komediowym musicalu Reggiego Hammersteina Golden Dawn (1927/1928). Choć sam spektakl otrzymał mieszane recenzje, to Granta opisywano jako „przyjemnego młodzieńca” i „wykwalifikowanego młodego nowicjusza”. W następnym roku, po dołączeniu do William Morris Agency, obsadzono go musicalu Polly, będącym nieudanym przedsięwzięciem, podobnie jak i francuska komedia Boom-Boom z 1929 z Jeanette MacDonald. Za występy w sztuce A Wonderful Night (1929/1930) Grant zebrał mieszane recenzje ze strony krytyków.
W 1930 Grant przez dziewięć miesięcy grał w spektaklu The Street Singer. Po zakończeniu produkcji, na początku 1931 bracia Shubert zaprosili go na letnie występy w amfiteatrze The Muny w Saint Louis w stanie Missouri. Grant pojawił się w dwunastu różnych operetkach podczas wiosenno-letniego sezonu, które wystawiane były 87 razy; wśród nich były m.in.: Music in May, Trzej muszkieterowie, Irene, Rio Rita i Nina Rosa.
| Rok       | Tytuł                | Rola          | Teatr               | Źr      |
| --------- | -------------------- | ------------- | ------------------- | ------- |
| 1920–1921 | Good Times           | wykonawca     | New York Hippodrome | [ 96 ]  |
| 1922–1923 | Better Times         | wykonawca     | New York Hippodrome | [ 105 ] |
| 1927–1928 | Golden Dawn          | Anzac         | Victoria Theatre    | [ 106 ] |
| 1928      | Polly                | Rex Van Zile  | Shubert Playhouse   | [ 107 ] |
| 1929      | Boom-Boom            | Reggie Phipps | Casino Theatre      | [ 109 ] |
| 1929–1930 | A Wonderful Night    | Max Grunewald | Majestic Theatre    | [ 110 ] |
| 1930–1931 | The Street Singer    | George        | Shubert Theatre     | [ 102 ] |
| 1931      | Three Little Girls   | b.d           | The Muny            | [ 111 ] |
| 1931      | Music in May         | b.d           | The Muny            | [ 103 ] |
| 1931      | Trzej muszkieterowie | Atos          | The Muny            | [ 111 ] |
| 1931      | Irene                | b.d           | The Muny            | [ 112 ] |
| 1931      | Rio Rita             | b.d           | The Muny            | [ 112 ] |
| 1931      | Hrabina Marica       | b.d           | The Muny            | [ 112 ] |
| 1931      | Rose-Marie           | b.d           | The Muny            | [ 112 ] |
| 1931      | The Red Mill         | b.d           | The Muny            | [ 103 ] |
| 1931      | Nina Rosa            | b.d           | The Muny            | [ 103 ] |
| 1931      | Blossom Time         | b.d           | The Muny            | [ 103 ] |
| 1931      | Nikki                | Cary Lockwood | Longacre Theatre    | [ 104 ] |